# Ironton (Ohio)
Ironton is een plaats (city) in de Amerikaanse staat Ohio, en valt bestuurlijk gezien onder Lawrence County.

## Demografie
Bij de volkstelling in 2000 werd het aantal inwoners vastgesteld op 11.211.
In 2006 is het aantal inwoners door het United States Census Bureau geschat op 11.416, een stijging van 205 (1.8%).

## Geografie
Volgens het United States Census Bureau beslaat de plaats een oppervlakte van
11,4 km², waarvan 10,7 km² land en 0,7 km² water. Ironton ligt op ongeveer 165 m boven zeeniveau.

## Geboren in en nabij Ironton
- Marion Tinsley (1927-1995), checkersspeler
- Bobby Bare sr. (1935), zanger, songwriter en tv-host
- Butch Miles (1944-2023), jazzdrummer

## Plaatsen in de nabije omgeving
De onderstaande figuur toont nabijgelegen plaatsen in een straal van 8 km rond Ironton.